# Quartet de corda núm. 17 (Mozart)
El Quartet de corda núm. 17 en si bemoll major, K. 458, és una composició de Wolfgang Amadeus Mozart acabada el 1784 a Viena. Fou introduït en el quadern d'obres que portava el mateix Mozart el 9 de novembre de 1784. És el quart dels Quartets Haydn, dedicats a Joseph Haydn. Se'l coneix amb el sobrenom de «La caça».

## Anàlisi musical
Consta de quatre moviments:
1. Allegro vivace assai
2. Menuetto i Trio. Moderato
3. Adagio, en mi bemoll major.
4. Allegro assai

Ni Mozart ni l'editorial Artaria van donar aquest sobrenom de «La caça» a l'obra. John Irving afirma que el sobrenom procedeix del caràcter i els trets de la peça, tot observant que:
"Per als contemporanis de Mozart, el primer moviment del K.458 evocava evidentment el tòpic de la chasse; els principals components són el compàs de 6/8 (de vegades, caracteritzat per un temps feble accentuat) i les melodies amb triades fonamentades en els acords de tònica i dominant (sens dubte contenint des de les limitacions físiques pròpies de les trompes de caça actuals fins a les notes de les sèries harmòniques)."
El musicòleg Barrett-Ayres coincideix amb Hans Keller en què aquest quartet és el més feble dels sis quartets dedicats a Haydn. És amb molt el més popular dels sis quartets i, en molts aspectes, és el que es troba més a prop dels quartets primerencs de Haydn». La seva popularitat es reflecteix en el fet d'haver estat emprat en diverses pel·lícules, com a Les aventures de Huckleberry Finn, Mystery Date i 'Star Trek IX: Insurrection'.